# Gabriele Seyfert
Gabriele (Gaby) Seyfert, född 23 november 1948 i Chemnitz, är en tidigare tysk konståkerska som tävlade för DDR och som tillhörde världstoppen 1965–1970. 
Hon blev vald till årets idrottare i DDR 1966 efter två andraplatser i EM och VM. 1967 vann hon för första gången EM.  1968 tog hon OS-silver. 1969 och 1970 vann hon både VM och EM. Seyfert avslutade överraskande sin karriär 1970 trots att hon sågs som en favorit inför vinter-OS 1972. Hon tävlade för SC Karl-Marx-Stadt och tränades av sin mor Jutta Müller.
Gaby Seyfert arbetade sedan som tränare och var bland annat under en kort tid tränare för den senare OS-vinnaren Anett Pötzsch. Efter det studerade hon språk och arbetade som tolk. 1985–1991 ledde hon isbaletten vid Friedrichstadt-Palast i Östberlin.